# Майкл Олівер
Майкл Олівер (англ. Michael Oliver; нар. 20 лютого 1985 року, Ашингтон, Нортумберленд, Англія) — англійський футбольний арбітр. З 2010 року обслуговує матчі англійської Прем'єр-ліги. З 2012 — арбітр ФІФА.

## Кар'єра
Народився в Ашингтоні, Нортумберленд, у віці 14 років Олівер по рекомендації свого батька Клайва зайнявся суддівством. Він швидко прогресував і у вісімнадцять років працював арбітром в Північній Конференції, потрапив до Національного списку суддів в 2007 році і судив матчі Національної Конференції до 2007 року та став наймолодшим футбольним арбітром. 
Майкл став наймолодшим арбітром Прем'єр-ліги, дебют прийшовся на 9 січня 2010 в матчі між «Фулгемом» та «Портсмутом», правда через негоду матч перенесли, а Олівер отримав травму і вибув до квітня. Тож повноцінний дебют відбувся 21 серпня 2010 в матчі між Бірмінгем Сіті та Блекберн Роверз, йому було 25 років та 182 дні і він побив рекорд Стюарта Аттуелла.
Олівер як четвертий арбітр брав участь у Фіналі Кубка Футбольної ліги 2013, що відбувся 24 лютого 2013 року на стадіоні «Вемблі», зіграли англійський «Бредфорд Сіті» та валлійський «Свонсі Сіті». Перемогли валлійці 5:0.
Наступним досягненням молодого арбітра став півфінал Кубка Англії 2012/13 між Міллволлом та Віган Атлетік (0:2).
10 серпня 2014 Майкл — головний арбітр матчу за Суперкубок Англії між «Арсеналом» та «Манчестер Сіті», перемогли каноніри 3:0. Через два дні, він один із додаткових помічників у матчі за Суперкубок УЄФА 2014 у Кардіффі на «Кардіфф Сіті Стедіум» між іспанськими командами Реал Мадрид та Севілья 2:0.
Також з 2013 року молодий арбітр обслуговує матчі національних збірних, як в товариських матчах, так і у відбіркових кваліфікаційних матчах до чемпіонату світу 2014 та чемпіонату Європи 2016.
У травні-червні 2019 обслуговував матчі молодіжного чемпіонату світу в Польщі.
21 квітня 2021 року Майкл за рішенням УЄФА, очолив одну з 19 суддівських бригад на Євро-2020.
15 травня 2021 Олівер відсудив фінал кубка Англії між командами «Челсі» та «Лестер Сіті».
У 2022 році обраний арбітром на ЧС 2022 у Катарі.

## Матчі національних збірних
| Дата              | Місце проведення          | Збірні                      | Рахунок | Турнір               | ЖК | YK · YK · RK | RK |
| ----------------- | ------------------------- | --------------------------- | ------- | -------------------- | -- | ------------ | -- |
| 6 лютого 2013     | Лондон, Англія            | Південна Корея – Хорватія   | 0 – 4   | Товариський матч     | 0  | 0            | 0  |
| 22 березня 2013   | Жиліна, Словаччина        | Словаччина – Литва          | 1 – 1   | Кваліфікація ЧС 2014 | 6  | 0            | 0  |
| 14 серпня 2013    | Сульна, Швеція            | Швеція – Норвегія           | 4 – 2   | Товариський матч     | 2  | 0            | 0  |
| 15 жовтня 2013    | Неаполь, Італія           | Італія – Вірменія           | 2 – 2   | Кваліфікація ЧС 2014 | 3  | 0            | 0  |
| 15 листопада 2013 | Глазго, Шотландія         | Шотландія – США             | 0 – 0   | Товариський матч     | 0  | 0            | 0  |
| 31 травня 2014    | Лондон, Англія            | Італія – Ірландія           | 0 – 0   | Товариський матч     | 0  | 0            | 0  |
| 4 вересня 2014    | Льєж, Бельгія             | Бельгія – Австралія         | 2 – 0   | Товариський матч     | 1  | 0            | 0  |
| 25 березня 2015   | Кайзерслаутерн, Німеччина | Німеччина – Австралія       | 2 – 2   | Товариський матч     | 0  | 0            | 0  |
| 31 травня 2015    | Кру, Англія               | Північна Ірландія – Катар   | 1 – 1   | Товариський матч     | 0  | 0            | 0  |
| 12 червня 2015    | Алмати, Казахстан         | Казахстан – Туреччина       | 0 – 1   | Кваліфікація ЧЄ 2016 | 3  | 0            | 0  |
| 10 жовтня 2016    | Сульна, Швеція            | Швеція – Болгарія           | 3 – 0   | Кваліфікація ЧС 2018 | 2  | 0            | 0  |
| 24 березня 2017   | Хіхон, Іспанія            | Іспанія – Ізраїль           | 4 – 1   | Кваліфікація ЧС 2018 | 1  | 0            | 0  |
| 6 червня 2017     | Брондбю, Данія            | Данія – Німеччина           | 1 – 1   | Товариський матч     | 0  | 0            | 0  |
| 7 жовтня 2017     | Мінськ, Білорусь          | Білорусь – Нідерланди       | 1 – 3   | Кваліфікація ЧС 2018 | 6  | 0            | 0  |
| 23 березня 2018   | Вроцлав, Польща           | Польща – Нігерія            | 0 – 1   | Товариський матч     | 2  | 0            | 0  |
| 3 червня 2018     | Ліверпуль, Англія         | Бразилія – Хорватія         | 2 – 0   | Товариський матч     | 4  | 0            | 0  |
| 8 вересня 2018    | Санкт-Галлен, Швейцарія   | Швейцарія – Ісландія        | 6 – 0   | Ліга націй 2018—2019 | 4  | 0            | 0  |
| 20 листопада 2018 | Мілтон-Кінз, Англія       | Бразилія – Камерун          | 1 – 0   | Товариський матч     | 1  | 0            | 0  |
| 23 березня 2019   | Сульна, Швеція            | Швеція – Румунія            | 2 – 1   | Кваліфікація ЧЄ 2020 | 5  | 0            | 0  |
| 12 жовтня 2019    | Осло, Норвегія            | Норвегія – Іспанія          | 1 – 1   | Кваліфікація ЧЄ 2020 | 7  | 0            | 0  |
| 16 листопада 2019 | Відень, Австрія           | Австрія – Північна Ірландія | 2 – 1   | Кваліфікація ЧЄ 2020 | 0  | 0            | 0  |
| 6 вересня 2020    | Базель, Швейцарія         | Швейцарія – Німеччина       | 1 – 1   | Ліга націй 2020—2021 | 3  | 0            | 0  |
| 14 жовтня 2020    | Москва, Росія             | Росія – Угорщина            | 0 – 0   | Ліга націй 2020—2021 | 5  | 0            | 0  |
| 17 листопада 2020 | Спліт, Хорватія           | Хорватія – Португалія       | 2 – 3   | Ліга націй 2020—2021 | 2  | 1            | 0  |
| 24 березня 2021   | Стамбул, Туреччина        | Туреччина – Нідерланди      | 4 – 2   | Кваліфікація ЧС 2022 | 6  | 0            | 0  |